# Rhynchocyon chrysopygus
Rhynchocyon chrysopygus là một loài động vật có vú trong họ Macroscelididae, bộ Macroscelidea. Loài này được Günther mô tả năm 1881.

## Hình ảnh

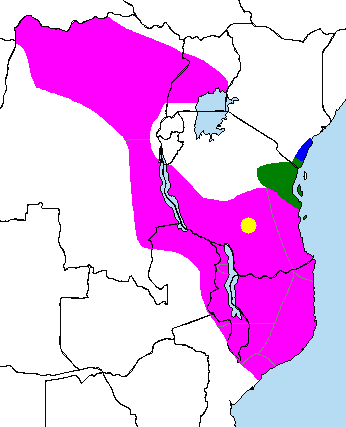
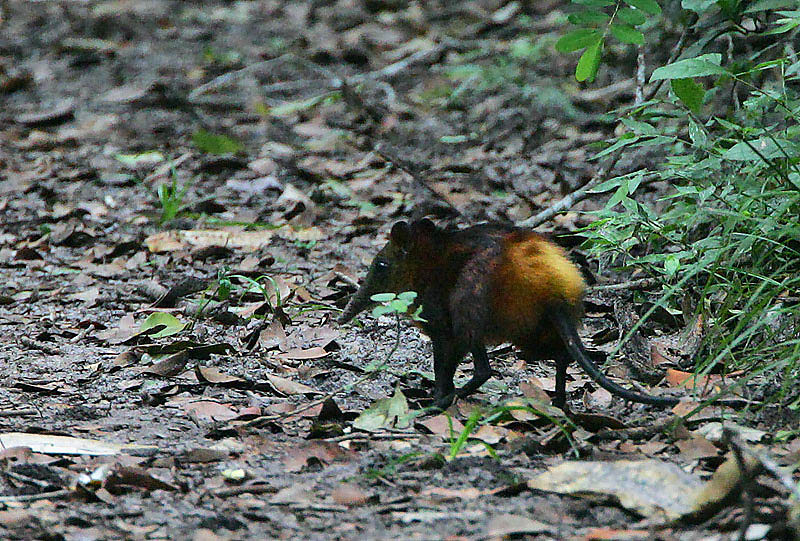
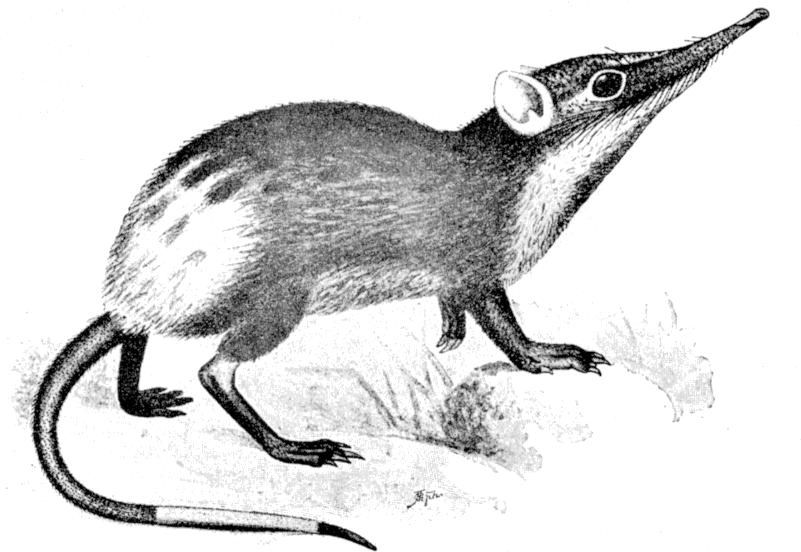